# Ranji Wilson
Pour les articles homonymes, voir Wilson.

a Compétitions nationales et continentales officielles uniquement.

b Matchs officiels uniquement.
Dernière mise à jour le 20 septembre 2009.
Nathaniel Arthur "Ranji" Wilson, né le 18 mai 1886 à Christchurch (Nouvelle-Zélande) et mort le 11 août 1953 à Lower Hutt (Nouvelle-Zélande), est un joueur de rugby à XV qui a joué avec l'équipe de Nouvelle-Zélande. Il évolue au poste de troisième ligne aile.

## Carrière
Il a joué pour la province de Wellington avant de participer à la première Guerre mondiale à compter de 1915. Lors du dernier match de la saison 1914 il est le capitaine de Wellington, équipe qui remporte le Ranfurly Shield sur Taranaki. 
De retour à Wellignton en 1920, Wilson dispute 13 matchs, dont 11 défenses du bouclier avant qu'il soit perdu contre Southland.
Ranji Wilson, qui a des origines anglaises et indiennes, dispute son premier test match avec l'équipe de Nouvelle-Zélande le 6 juin 1908 contre une sélection anglo-galloise.
Il connaît sa dernière sélection le 15 août 1914 contre l'équipe d'Australie.
Ranji Wilson, une fois à la retraite, devient sélectionneur pour Wellington de 1922 à 1925, puis pour les All Blacks de  1924 à 1925. Aussi sélectionne-t-il les joueurs qui disputent la tournée dans les îles britanniques, la France et l'Amérique du Nord en 1925-1926, devenant les Invincibles.

## Palmarès

### En équipe nationale
- 10 sélections avec l'Équipe de Nouvelle-Zélande de rugby à XV
- 6 points, 2 essais
- Sélection par année : 2 en 1908, 3 en 1910, 2 en 1913, 3 en 1914
- Nombre total de matchs avec les All Blacks : 21